# 4ka (Szlovákia)

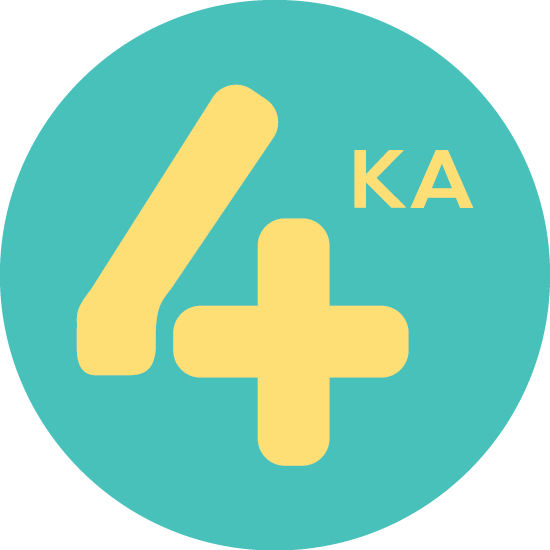
A 4ka logója

A 4ka (Štvorka), magyarul Négyes, Szlovákia negyedik teljeskörű mobilszolgáltatója, mely 2015 októberében indult. A szolgáltatást a SWAN, a.s. szlovák cég nyújtja, mely Szlovákiában a kábeltelevíziós piacról ismert. Szolgáltatásait elsősorban saját hálózatán keresztül nyújtja, melyek EDGE és LTE technológiákat használnak. A hálózat az induláskor a lakosság 40%-a számára volt elérhető, ezt 2015 végére 50%-ra növelték. A szolgáltatást az ország 99,9%-án lehet igénybe venni, köszönhetően az Orange Slovenskoval kötött belföldi-roaming megállapodásnak.
A szolgáltatás indulásakor az extrém árazás miatt keltett nagy figyelmet. A szolgáltató az induláskor csak feltöltőkártyás szolgáltatásokat nyújtott, Moja 4ka (Az én Négyesem) néven; később az előfizetéses konstrukciók is megjelentek.
| A Moja 4ka feltöltőkártya alapárazása (2020 június)                                                          | ár euróban | megközelítő ár forintban |
| --- | ---------- | ------------------------ |
| 1 perc az ország és az EU összes hálózatába                                                                  | 0,04€      | 12,45 Ft                 |
| 1 SMS üzenet az ország és az EU összes hálózatába                                                            | 0,04€      | 12,45 Ft                 |
| 1 MB adat a saját, a belföldi-roaming partner és az EU összes hálózatán keresztül (kiegészítő-csomag nélkül) | 0,01€      | 3,12 Ft                  |

Kiegészítő csomagokban, kedvezményes adatátvitelt is kínál:
| Csomag neve  | Csomag leírása                                                                             | ár euróban | megközelítő ár forintban |
| ------------ | ------------------------------------------------------------------------------------------ | ---------- | ------------------------ |
| 4G GIGA      | 1GB adat a 4ka saját hálózatában (2G, 4G)                                                  | 2€/30 nap  | 620 Ft                   |
| 4G GIGA PLUS | 1GB adat a 4ka saját hálózatán (2G, 4G) és a belföldi-roaming (2G, 3G) hálózatán keresztül | 4€/30 nap  | 1245 Ft                  |

## Értékesítési hálózat

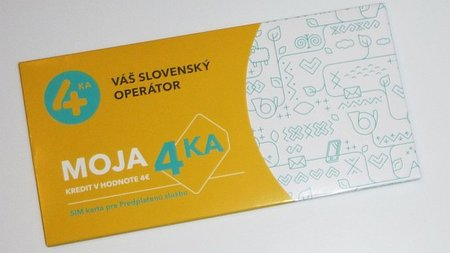
A 4ka SIM kártyájának csomagolása

A 4ka az értékesítés egy nem hagyományos módját választotta.
Nem nyitott sajátmárkás boltokat, helyette a Slovanská Pošta, a.s.-el (Szlovák Posta) kötött megállapodást, így a szolgáltatás igénybevételéhez szükséges SIM-kártyát az ország összes postahivatalában meg lehet vásárolni. Ugyanitt tudjuk jelezni az esetleges számhordozási szándékunkat is.
E mellett a szolgáltató saját internetes boltjában is meg tudjuk rendelni a SIM kártyát.